# Sture Ekefalk
Sture Harald Ekefalk, född den 3 maj 1909 i Kristianstad, död den 28 september 1977 i Djursholm, var en svensk ingenjör och företagsledare.
Ekefalk avlade avgångsexamen vid Kungliga Tekniska högskolan 1936. Han var ingenjör vid Älvkarleby kraftverk 1937–1945, direktörsassistent vid Motala kraftverk 1945–1947, distriktsingenjör för Trollhätte kraftverk i Göteborg 1947–1950, avdelningsdirektör vid vattenfallsstyrelsen 1950, överingenjör där 1953, teknisk direktör där 1953, överdirektör och souschef 1956–1958, ställföreträdande chef vid centrala driftledningen och chef för vattenfallsstyrelsens atomkraftbyrå 1956–1957, vice verkställande direktör i Atlas Copco 1958–1970 och verkställande direktör för Svenska diamantbergborrningsaktiebolaget 1964–1968. Ekefalk var medlem av Mazerska kvartettsällskapet. Han invaldes som ledamot av Ingenjörsvetenskapsakademien 1969. Ekefalk blev riddare av Nordstjärneorden 1954.